# Marquesado de Zambrano
El Marquesado de Zambrano fue un título nobiliario español creado por el rey Carlos III el 13 de marzo de 1761 a favor de Pedro Gordillo y Sánchez, un alto funcionario del anterior monarca, el rey Fernando VI.
Pedro Gordillo nació en Mérida, hijo de Andrés Gordillo y Zambrano y de Ana Sánchez Ortiz, ambos naturales de Zarza de Alange, Badajoz. Sirvió en la Corte de Fernando VI desde 1749, y llegó a ser "Contralor General de la Real Casa, Cámara y Capilla" de Su Majestad. Casó el 8 de octubre de 1756 con Paula Petronila González Fernández de las Cuevas, dama madrileña, hija del caballero toledano Pedro Manuel González y de María Magdalena Fernández de las Cuevas. Tras el fallecimiento del rey Fernando VI en 1759, su sucesor y hermano, el rey Carlos III, lo mantuvo en sus funciones y le otorgó el 13 de marzo de 1761 el Marquesado de Zambrano, con el Vizcondado previo de San Pedro. Falleció poco después, en Madrid, el 24 de junio de 1762.

## Marqueses de Zambrano
|                                              | Titular                                          | Periodo                              |
| Creado en 1761 por el rey Carlos III         | Creado en 1761 por el rey Carlos III             | Creado en 1761 por el rey Carlos III |
| -------------------------------------------- | ------------------------------------------------ | ------------------------------------ |
| I                                            | Pedro Gordillo y Sánchez                         | 1761-1762                            |
| II                                           | Paula Petronila González Fernández de las Cuevas | 1762-1814                            |
| III                                          | Miguel de Ibarrola y González                    | 1814-1848                            |
| IV                                           | María de la Encarnación de Ibarrola y Mollinedo  | 1848-1857                            |
| V                                            | Miguel Orlando de Ibarrola                       | 1857-?                               |
| Rehabilitado en 1923 por el rey Alfonso XIII |                                                  |                                      |
| VI                                           | Francisco de Ayguavives y de León                | 1923-1928                            |
| VII                                          | Alfonso de Ayguavives y de Moy                   | 1928-1934                            |
| VIII                                         | Juan Carlos de Ayguavives y de Solá              | 1934-?                               |

## Historia de los marqueses de Zambrano
- Pedro Gordillo y Sánchez (Mérida,? - Madrid, 24 de junio de 1762), I marqués de Zambrano con el Vizcondado previo de San Pedro, contralor general de la Real Casa, Cámara y Capilla de Su Majestad.

1. Casó el 8 de octubre de 1756 con Paula Petronila González Fernández de las Cuevas, dama madrileña, hija del caballero toledano Pedro Manuel González y de María Magdalena Fernández de las Cuevas.[3]

Le sucedió esta, la marquesa viuda:
- Paula Petronila González Fernández de las Cuevas (1736-1814), II marquesa de Zambrano, viuda de Pedro Gordillo y Sánchez.

Contrajo segundas nupcias con Francisco Antonio de Ibarrola y Gorvea.
Le sucedió su hijo:
- Miguel de Ibarrola y González de las Cuevas (1776-1848), III marqués de Zambrano.

1. Casó con Isabel de Mollinedo y Cáceres.

Le sucedió su hija primogénita:
- María de la Encarnación de Ibarrola y Mollinedo (†1857), IV marquesa de Zambrano.

Le sucedió:
- Miguel Orlando de Ibarrola (1831-?), V marqués de Zambrano.

El título fue rehabilitado en 1923 por el rey Alfonso XIII a favor del viznieto del III marqués; hijo de Juan Bautista de Ayguavives y Vassallo , y de Isabel de León e Ibarrola, III marquesa de las Atalayuelas y I marquesa de Guardia Real:
- Alfonso de Ayguavives y de León (†1928), VI marqués de Zambrano y V marqués de las Atalayuelas

1. Casó con Ramona de Moy y Sauri

Le sucedió en 1928 su hijo:
- Alfonso de Ayguavives y de Moy (†1962), VII marqués de Zambrano y VI marqués de las Atalayuelas.

1. Casó con Consuelo Solá y Coll.

En el Marquesado de las Atalayuelas le sucedió, mortis causa, en 1963, su nieto Alfonso de Ayguavives y Pich (†1995) (hijo de su primogénito Alfonso de Ayguavives y de Solá).
En el Marquesado de Zambrano le sucedió el 16 de mayo de 1934, por cesión inter vivos, su segundo hijo:
- Juan Carlos de Ayguavives y de Solá, VIII marqués de Zambrano, consejero de la Caja de Ahorros y Monte de Piedad de Barcelona.[9]

1. Casó en 1935 con María Adela Subirana de Murillo.

A despacho, en 1965.
(Sin datos confirmados sobre la vigencia del título).